# Francis Hegerty
Francis Hegerty (Canberra, 22 settembre 1982) è un canottiere australiano, vincitore della medaglia d'argento nel 4 senza a Pechino 2008.

## Palmarès
- Olimpiadi

Pechino 2008: argento nel 4 senza.
- Campionati del mondo di canottaggio

2009 - Poznań: argento nel 4 senza.
2010 - Cambridge: bronzo nell'8 con.